# Sukosari (Babadan)
Sukosari is een bestuurslaag in het regentschap Ponorogo van de provincie Oost-Java, Indonesië. Sukosari telt 5750 inwoners (volkstelling 2010).